# Савельево (озеро)
Савельево — озеро около деревни Савельево Переславского района Ярославской области.
Площадь зеркала — 0,44 км², площадь водосборного бассейна — 25,2 км². Лежит на высоте 163,3 метра над уровнем моря (по другим данным — 166 метров). Сток воды из озера происходит в реку Кубрь. Северо-западный берег заболочен.
Озеро ледникового происхождения, имеет почти идеальную форму круга с диаметром около 750 метров.
На берегу озера расположены одноимённые КП (коттеджные посёлки) Савельево и деревня Савельево, а также КП (коттеджный посёлок) Заповедное Озеро.